# ادانیم
ادانیم (به لاتین: Adanim) در اسرائیل است که در sharon plain واقع شده‌است.

## خصوصیات
ادانیم ۴۸۲ نفر جمعیت دارد.